# Crocidophora gensanalis
Crocidophora gensanalis is een vlinder van de familie van de grasmotten (Crambidae). De wetenschappelijke naam van deze soort is voor het eerst voorgesteld door John Henry Leech en Richard South in een publicatie uit 1901.
De soort komt voor in Noord Korea.